# Gabriel Breynat
Gabriel-Joseph-Élie Breynat OMI (* 6. Oktober 1867 in Saint-Vallier-sur-Rhône, Frankreich; † 10. März 1954 in Écully) war ein französischer Ordensgeistlicher und römisch-katholischer Apostolischer Vikar von Mackenzie.

## Leben
Gabriel Breynat trat der Ordensgemeinschaft der Oblaten der Unbefleckten Jungfrau Maria bei und legte am 24. Mai 1889 die Profess ab. Breynat empfing am 21. Februar 1892 durch den Apostolischen Vikar von Athabasca Mackenzie, Émile Grouard OMI, das Sakrament der Priesterweihe. 
Am 31. Juli 1901 ernannte ihn Papst Leo XIII. zum Titularbischof von Adramyttium und zum ersten Apostolischen Vikar von Mackenzie. Der Apostolische Vikar von Athabasca, Émile Grouard OMI, spendete ihm am 6. April 1902 die Bischofsweihe; Mitkonsekratoren waren der emeritierte Weihbischof in Athabasca, Isidore Clut OMI, und der Apostolische Vikar von Saskatchewan, Albert Pascal OMI.
Papst Pius XII. erhob ihn am 11. Dezember 1939 zum Erzbischof und ernannte ihn zum Titularerzbischof von Garella. Gabriel Breynat trat am 6. April 1943 als Apostolischer Vikar von Mackenzie zurück.